# 尼米亞

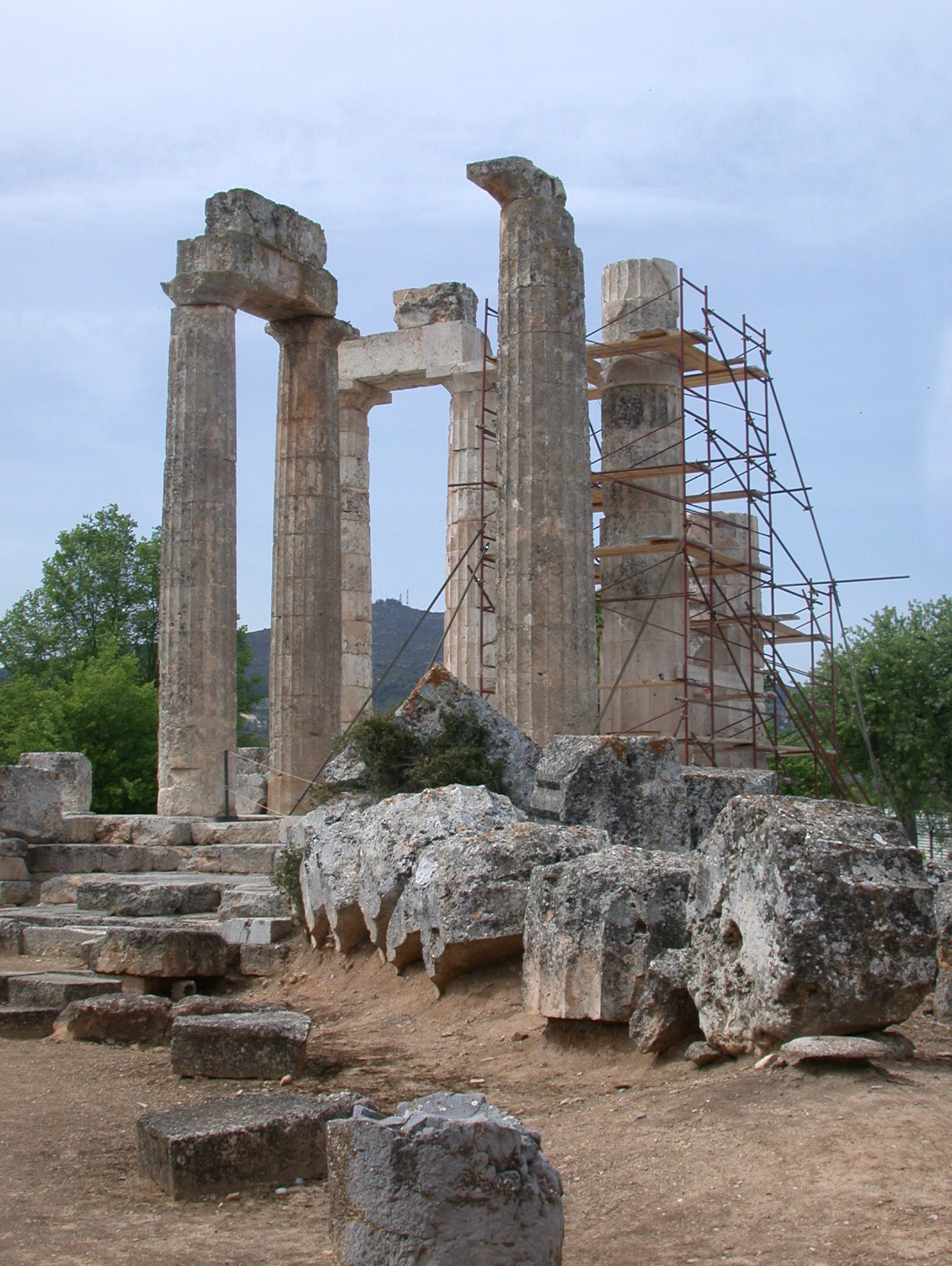
尼米亞的宙斯神殿

尼米亞（希臘語：Νεμέα）是希臘伯羅奔尼撒半島東北部的古代遺跡。位在科林西亚专区。

## 概要
以希臘神話的海克力斯擊殺尼米亞獅子和泛希臘運動會之一的尼米亞運動會而有名。

## 脚注
1. ↑  .   [2023-02-25]. （原始内容存档于2023-02-25）.

## 外部連結
- Nemea Center for Classical Archaeology page （页面存档备份，存于）